# Rainer Erler
Horst Rainer Erler (n. 26 august 1933, München, Germania Nazistă – d. 8 noiembrie 2023, Perth, Australia de Vest, Australia) a fost un scriitor, regizor și producător de film german.

## Filmografie și lucrări scrise

### Filme
- 1961: Die Kuh (scurtmetraj TV)
- 1962: Marke Lohengrin
- 1962: Die Rache
- 1962: Seelenwanderung
- 1963: Der jähzornige junge Mann
- 1963: Lady Lobsters Bräutigam
- 1963: Sonderurlaub
- 1963: Der Hexer
- 1963: Decorații pentru „copiii minune” (Orden für die Wunderkinder)
- 1964: Die Gardine
- 1964: Lydia muss sterben
- 1964: Der Seitensprung
- 1965/1966: Das Bohrloch oder Bayern ist nicht Texas
- 1967: Der Dreispitz
- 1967: Fast ein Held (Film)
- 1968: Endkampf
- 1968: Professor Columbus (Film)
- 1969: Bahnübergang
- 1969: Herr Wolff hat seine Krise
- 1969: Der Attentäter
- 1970: Die Delegation
- 1972: Jan Billbusch (Serial TV, 16 episoade)
- 1972: Der Amateur
- 1973: Sieben Tage
- 1974: Das Blaue Palais: Das Genie, cu Loumi Iacobesco
- 1974: Das Blaue Palais: Der Verräter, cu Loumi Iacobesco
- 1974: Das Blaue Palais: Das Medium, cu Loumi Iacobesco
- 1975: Die Halde
- 1975: Die letzten Ferien
- 1976: Das Blaue Palais: Unsterblichkeit
- 1976: Das Blaue Palais: Der Gigant
- 1977: Operation Ganymed
- 1978: Plutonium
- 1979: Die Quelle
- 1979: Fleisch
- 1980: Ein Guru kommt
- 1981: Mein Freund der Scheich
- 1981: Der Spot oder Fast eine Karriere
- 1984: Gespenstergeschichten
- 1984: Das schöne Ende dieser Welt
- 1984: Geschichten aus der Heimat: Der letzte Stammtisch
- 1986: NEWS – Bericht über eine Reise in eine strahlende Zukunft
- 1989: Zucker – Eine wirklich süße Katastrophe
- 1991: Die Kaltenbach-Papiere (1. Teil: Sharon – 2. Teil: Eva)

### Romane
- Das Blaue Palais. Das Genie. Wilhelm Goldmann Verlag, München 1978, ISBN 3-442-03743-3.
- Das Blaue Palais. Der Verräter. Wilhelm Goldmann Verlag, München 1979, ISBN 3-442-03757-3.
- Das Blaue Palais. Das Medium. Wilhelm Goldmann Verlag, München 1979, ISBN 3-442-03767-0.
- Das Blaue Palais. Unsterblichkeit. Wilhelm Goldmann Verlag, München 1979, ISBN 3-442-03858-8.
- Das Blaue Palais. Der Gigant. Wilhelm Goldmann Verlag, München 1980, ISBN 3-442-03909-6.
- Delay – Verspätung. Wilhelm Goldmann Verlag, München 1982, ISBN 3-442-30014-2.
- Die Delegation, nach dem gleichnamigen Fernsehfilm von 1970. Bertelsmann Verlag, Gütersloh 1973. Fischer Orbit 44, Frankfurt am Main 1974, ISBN 3-436-02075-3. Wilhelm Goldmann Verlag, München 1978, ISBN 3-442-03701-8. Bastei-Lübbe, Bergisch Gladbach 1986, ISBN 3-404-10814-0.
- Ein Feuerzeichen
- Fleisch
- Die Kaltenbach-Papiere
- Die letzten Ferien
- Die Orgie
- Plutonium
- Reise in eine strahlende Zukunft, nach dem Film NEWS – Reise in eine strahlende Zukunft, 1986.
- Zucker
- Die Zweitfrau

### Povestiri
- Die Auserwählten
- Ausgeflippt oder die Zeugung des Heiligen Joshua von Missouri
- Bekenntnisse eines Voyeurs
- Bis daß mein Tod uns scheidet
- Der Commander
- Eine Liebesheirat
- Das Gelübde
- Die Heerschar Gottes
- Der Käse
- Kinderwunsch
- Die Liebenden von Manhattan
- Ein Plädoyer
- Recycling
- Der Schlangenmensch
- Die Traum-Maschine
- Die unbefleckte Empfängnis der Angelina de Castillo y Cortez Arhivat în 10 martie 2016, la Wayback Machine.
- An e-Star is born! Arhivat în 15 aprilie 2016, la Wayback Machine.

### Antologii
- Frank G. Gerigk (Hrsg.): Die Welten des Rainer Erler. Anthologie. p.machinery, Murnau 2017, ISBN 978-3-95765-085-6.